# Estonia na Zimowych Igrzyskach Olimpijskich 1936
Estonię na Zimowych Igrzyskach Olimpijskich 1936 reprezentowało 5 zawodników, 2 kobiety i 3 mężczyzn. Brali udział w 8 konkurencjach w 4 dyscyplinach. Nie zdobyli żadnego medalu. Był to drugi start Estonii na zimowych igrzyskach olimpijskich.
W zawodach brał udział najstarszy sportowiec w olimpijskiej historii tego kraju - Eduard Hiiop.

## Zawodnicy

### Narciarstwo alpejskie
Kobiety
- Karin Peckert-Forsmann

| Konkurencja         | Zawodniczka            | Punkty | Miejsce |
| ------------------- | ---------------------- | ------ | ------- |
| Kombinacja alpejska | Karin Peckert-Forsmann | 26.    | 62.31   |

### Biegi narciarskie
Mężczyźni
- Vello Kaaristo

| Konkurencja | Zawodnik       | Punkty | Miejsce |
| ----------- | -------------- | ------ | ------- |
| 18 km       | Vello Kaaristo | 30.    | 1-25:11 |
| 50 km       | Vello Kaaristo | 23.    | 4-02:52 |

### Łyżwiarstwo figurowe
Kobiety
- Helene Michelson

Mężczyźni
- Eduard Hiiop

| Konkurencja   | Zawodnicy                     | Wynik | Miejsce |
| ------------- | ----------------------------- | ----- | ------- |
| Pary sportowe | Helene Michelson Eduard Hiiop | 161.0 | 18.     |

### Łyżwiarstwo szybkie
Mężczyźni
- Aleksander Mitt

| Konkurencja | Zawodnik        | Czas   | Miejsce |
| ----------- | --------------- | ------ | ------- |
| 500 m       | Aleksander Mitt | 46.6   | 22.     |
| 1500 m      | Aleksander Mitt | 2:27.8 | 22.     |
| 5000 m      | Aleksander Mitt | 9:00.4 | 22.     |
| 10000 m     | Aleksander Mitt | DNF    | DNF     |